# BMW K 1200 R Sport
Die BMW K 1200 R Sport ist ein teilverkleidetes Motorrad des Fahrzeugherstellers BMW. Der Sporttourer wurde am 11. Oktober 2006 auf der Intermot in München der Presse vorgestellt. Verkaufsbeginn des vierten Modells der K1200-Baureihe war im Juli 2007. Von 2007 bis September 2008 wurden 1347 Einheiten im BMW-Werk Berlin in Spandau endmontiert.

## Konzeption
Die K 1200 R Sport basiert auf dem Naked Bike BMW K 1200 R und hat die gleiche Antriebs- und Fahrwerkstechnik, jedoch ergänzt um eine rahmenfeste Halbschalenverkleidung mit den asymmetrischen Scheinwerfern der BMW R 1200 S. Die Zünd- und Einspritzelektronik wurde zugunsten einer weicheren Gasannahme und einem sanfteren Motorlauf neu abgestimmt.

## Konstruktion

### Antrieb
Der flüssigkeitsgekühlte Vierzylindermotor erzeugt aus 1157 cm³ Hubraum eine Nennleistung von 120 kW (163 PS) und ein maximales Drehmoment von 127 Nm bei einer Drehzahl von 8250 min−1. Der Zylinderkopf des quer eingebauten Reihenmotors hat zwei obenliegende Nockenwellen, die über Schlepphebel je Zylinder zwei Einlass- und zwei Auslassventile ansteuern. Die vier Zylinder des um 55 Grad nach vorne geneigten Viertaktmotors haben eine Bohrung von 79 mm Durchmesser, die Kolben haben einen Hub von 59 mm bei einem Verdichtungsverhältnis von 13 : 1.
Das Motorrad beschleunigt in 3,2 Sekunden von 0 auf 100 km/h und erreicht laut Zulassungsbescheinigung eine Höchstgeschwindigkeit von 264 km/h.

### Kraftübertragung
Der Primärtrieb zwischen dem Motor, einer hydraulisch betätigte Mehrscheibenkupplung im Ölbad und einem klauengeschalteten Sechsganggetriebe arbeitet mit schräg verzahnten Stirnrädern. Über eine Kardanwelle wird die Antriebskraft an das Hinterrad übertragen (Sekundärtrieb).

### Kraftstoffversorgung
Eine digitale Motorsteuerung regelt die elektronische Einspritzung mit integrierter Klopfregelung (BMS-K). Der durchschnittliche Kraftstoffverbrauch auf Landstraße beträgt 5,8 Liter auf 100 km. Der Kraftstofftank besteht aus Kunststoff und hat ein Volumen von 19 Liter, davon sind 4 Liter Reserve. Der Hersteller empfiehlt die Verwendung von Benzin mit einer Klopffestigkeit von mindestens 98 Oktan. Ein geregelter Drei-Wege-Katalysator behandelt das Abgas nach, mit ihm werden die Schadstoffgrenzwerte der Abgasnorm Euro-3 unterschritten.

### Rahmen und Fahrwerk
Das Fahrwerk baut auf einem Brückenrahmen aus Aluminium auf und hat eine mittragende Motor-Getriebe-Einheit. Das Vorderrad wird von doppelten Längslenkern mit zentraler Feder-Dämpfer-Einheit (Duolever) geführt. Das Hinterrad wird von einer Einarmschwinge aus Aluminiumguss mit Paralever geführt. Der Federweg beträgt vorn 115 mm und hinten 120 mm.
Vorn hat die BMW K 1200 R Sport zwei Scheibenbremsen mit 320 mm Scheibendurchmesser und hinten eine Scheibenbremse mit 265 mm, die Bremsanlage verzögert das Motorrad von 100 km/h in den Stand auf einer Strecke von 37 Metern. Ein abschaltbares, teilintegrales Antiblockiersystem von Continental-Teves wurde wahlweise angeboten. Die Räder aus Aluminiumguss haben vorn die Maße 120/70 ZR 17 und hinten 180/55 ZR 17, das Felgenmaß ist vorn 3,50×17" und hinten 5,50×17". Die Radlastverteilung liegt bei 50/50 %. Der Lenkkopf hat einen Winkel von 61 Grad, der Nachlauf beträgt 101 mm.
Trocken wiegt die Maschine 211 kg, die Zulässige Gesamtmasse ist 450 kg. Das Motorrad wurde in den Farben „Weißaluminium-Metallic“ und „Cosmic Blue“ angeboten.

## Rezensionen
„Die BMW K 1200 R Sport ist die Mischung aus der R- und S-Version der neuen K-Reihe. Eine angenehme Sitzposition verbindet sich mit angenehmem Windschutz, sodass das hohe Leistungs- und Geschwindigkeitsniveau genutzt werden kann. Zudem wirken sich die motorseitigen Verbesserungen eindeutig vorteilhaft aus. […] Die K 1200 R Sport vereint Sport, Tour und Alltagstauglichkeit in hervorragender Weise.“

„Sie kann alles besser als die nackte K1200R. Sie ist günstiger, leichter und komfortabler. Und sie ist in der Praxis keinen Deut langsamer als die voll verschalte K1200S. […] Die K1200R Sport war zu ihrer Neumaschinen-Zeit eine echte Standuhr und wurde am Ende ihrer Bauzeit geradezu verramscht.“

“The Sport is a tweener model in BMW’s K-series family, a hybrid of its fully-faired K1200S and the naked K1200R siblings. In the sportbike market as a whole, the K1200R Sport is even harder to define, with its engine placing it somewhere between a superbike and hyper-sportbikes like the Hayabusa or ZX-14. It is neither one of these extremes, however, and is miscast as the aggressive machine most motorcycle folk conjure up when they hear the term ‚sportbike‘.”

„Die Sport ist ein Nischenmodell in der K-Baureihenfamilie von BMW, ein Hybrid aus der vollverkleideten K1200S und dem nackten Geschwister K1200R. Im Gesamtmarkt der Sporttourer ist die K1200R Sport noch schwieriger einzuordnen mit einem Antrieb, der irgendwo zwischen Superbike und Hyper-Sporttourern wie der Hayabusa oder ZX-14 positioniert ist. Die Sport ist jedoch keines dieser Extreme, und eine Fehlbesetzung zwischen den aggressiven Motorrädern, die die meisten Motorradfahrer mit dem Begriff Sportbike verbinden.“